# Crenicichla chicha
Crenicichla chicha es una especie de pez que integra el género Crenicichla de la familia Cichlidae en el orden de los Perciformes. Dentro de su género es de tamaño mediano, con un máximo de 137,7 mm.

## Distribución geográfica
Este pez habita en el centro-norte de América del Sur. Se distribuye en el estado de Mato Grosso, Brasil, en aguas claras, de corriente rápida y fondo rocoso, de la cuenca del río Papagaio o Sauêruiná, afluente por la margen derecha del río Juruena, el que pertenece a la cuenca del río Tapajós, afluente a su vez del río Amazonas. 

## Taxonomía y especies similares
Fue descrita para la ciencia en el año 2012 por los ictiólogos Henrique Rosa Varella, Sven O. Kullander y Flávio César Thadeo de Lima.
El holotipo es el: MZUSP 109198, una ejemplar de 100,7 mm de longitud estándar; con localidad tipo en: Brasil, estado de Mato Grosso, Sapezal, cuenca del río Tapajós, río Papagaio, a unos 3 km aguas arriba de la carretera Sapezal - Tangará da Serra, en las coordenadas: 13°36′03″S 58°25′05″O / -13.60083, -58.41806. Fue colectado el 11 de octubre de 2006, por F. A. Machado, F. C. T. Lima, C. M. C. Leite y N. E. Silva.
Se distingue de todas las demás especies del género Crenicichla por la combinación de dos caracteres: infraorbitales 3 y 4 co-osificadas (versus separadas) y 66 a 75 escamas en la hilera inmediatamente superior a aquella que contiene la línea lateral posterior.
Esta especie comparte un preoperculo liso, la co-osificación de infraorbitales 3 y 4, y algunas características con el patrón de coloración con Crenicichla hemera, la cual habita en la adyacente cuenca del río Aripuanã, afluente del río Madeira. Se diferencia por un mayor número de escamas en la serie E1 (66 a 75 vs 58 a 65 en C. hemera) y la presencia de una estrecha franja de color negro bien visible que recorre oblicuamente desde la infraorbital 3 hasta el margen preopercular, versus una tenue y redondeada mancha suborbital situada en las infraorbitales 3-4. 
Etimología
El nombre específico hace referencia al epíteto chicha, una festividad del grupo indígena paresi (o haliti), la etnia que originalmente vivía en la meseta de Mato Grosso en el área de la alta cuenca del río Juruena. En esta fiesta se reúnen para beber "olóniti", una bebida hecha con mandioca tostada (almidón de yuca) de mandioca brava (yuca amarga), así como también para bailar y cantar.